# Debate de Leipzig
O debate de Leipzig (em alemão:  Leipziger Disputation) foi uma disputa teológica originalmente entre Andreas Karlstadt e Johann Eck. Eck, um defensor da doutrina católica e frade dominicano altamente respeitado, desafiou Karlstadt, um teólogo protestante, para um debate público sobre as doutrinas do livre arbítrio e da graça. O Debate de Leipzig ocorreu em Junho e Julho de 1519 no Castelo de Pleissenburg em Leipzig, Alemanha. Seu objetivo era discutir os ensinamentos de Martinho Lutero, e foi iniciado e conduzido na presença de Jorge, Duque da Saxônia, um inimigo de Lutero. Eck, considerado o mestre debatedor na Alemanha, estava preocupado com abusos clericais, mas o trabalho de sua vida tinha sido dedicado à defesa dos ensinamentos católicos e de combater a heresia.
Eck convidou Martinho Lutero para participar do debate e, quando Lutero chegou em julho, ele e Eck expandiram os termos do debate para incluir assuntos como a existência do purgatório, a venda de indulgências, a necessidade e métodos de penitência e a legitimidade da primazia papal. As habilidades de debate de Eck levaram as admissões abertas de heresia de Lutero a fim de não serem derrotadas. Lutero declarou que a sola Scriptura (a Escritura sozinha) era a base da crença cristã, que o Papa não tinha poder, pois não era mencionado na Bíblia, e condenou a venda de indulgências aos leigos para reduzir seu tempo no purgatório, como não havia nenhuma menção do purgatório na Bíblia.
O debate levou o Papa Leão X a censurar Lutero e ameaçá-lo com a excomunhão da Igreja Católica em sua bula papal em junho de 1520, Exsurge Domine, que proibiu que as opiniões de Lutero fossem pregadas ou escritas. Havia muita oposição à bula, especialmente no noroeste da Alemanha, onde as crenças luteranas eram mais fortes.
Um veredito conjunto sobre o resultado do debate seria emitido pela Universidade de Erfurt e pela Universidade de Paris, mas a faculdade teológica de Erfurt recusou-se. A faculdade de Paris emitiu um veredito negativo sobre os escritos de Lutero em 1521, mas não fez referência direta ao debate em Leipzig.